# Strażnica WOP Żytowań
Strażnica Wojsk Ochrony Pogranicza Seitwann/Żytowań – zlikwidowany podstawowy pododdział Wojsk Ochrony Pogranicza pełniący służbę graniczną na granicy z Niemiecką Republiką Demokratyczną i Republiką Federalną Niemiec.

Strażnica Straży Granicznej w Żytowaniu – zlikwidowana graniczna jednostka organizacyjna Straży Granicznej realizująca zadania bezpośrednio w ochronie granicy państwowej z Republiką Federalną Niemiec.

## Formowanie i zmiany organizacyjne
Strażnica została sformowana w 1945 w strukturze 7 komenda odcinka jako 34 strażnica WOP (Seitwann) o stanie 56 żołnierzy. Kierownictwo strażnicy stanowili: komendant strażnicy, zastępca komendanta do spraw polityczno-wychowawczych i zastępca do spraw zwiadu. Strażnica składała się z dwóch drużyn strzeleckich, drużyny fizylierów, drużyny łączności i gospodarczej. Etat przewidywał także instruktora do tresury psów służbowych oraz instruktora sanitarnego.
W związku z reorganizacją oddziałów WOP, 24 kwietnia 1948 strażnica została włączona w struktury 32 batalionu Ochrony Pogranicza, a 1 stycznia 1951 92 batalionu WOP w Gubinie.
Od 15 marca 1954 wprowadzono nową numerację strażnic. Strażnica WOP Żytowań II kategorii otrzymała numer 39 w skali kraju. 
W 1956 rozpoczęto numerowanie strażnic na poziomie brygady. Strażnica Żytowań II kategorii była 12 w 9 Brygadzie Wojsk Ochrony Pogranicza. 
W 1960 funkcjonowała jako 10 strażnica WOP II kategorii Żytowań w strukturach 92 batalionu WOP, a 1 stycznia 1964 jako strażnica WOP nr 9 Żytowań uzyskała status strażnicy lądowej i zaliczona została do II kategorii. Natomiast w marcu 1968 była jako strażnica techniczna WOP nr 9 Żytowań typ I w strukturach ww. batalionu.
W 1976 Wojska Ochrony Pogranicza przeszły na dwuszczeblowy system zarządzania. Strażnicę podporządkowano bezpośrednio pod sztab Lubuskiej Brygady WOP w Krośnie Odrzańskim, a w 1984 utworzonego batalionu granicznego WOP Gubin jako Strażnica WOP Żytowań. Po rozformowaniu Lubuskiej Brygady WOP, 1 listopada 1989 strażnica została włączona w struktury Łużyckiej Brygady WOP w Lubaniu Śląskim i tak funkcjonowała do 15 maja 1991 .
Straż Graniczna:
Po rozwiązaniu Wojsk Ochrony Pogranicza, 16 maja 1991 strażnica została przejęta przez Lubuski Oddział Straży Granicznej i przyjęła nazwę Strażnica Straży Granicznej w Żytowaniu (Strażnica SG w Żytowaniu).
16 marca 2009 na bazie połączenia załóg GPK SG w Gubinku i strażnic SG w: Strzegowie, Polanowicach, Gubinie i Żytowaniu, została utworzona Placówka SG w Zielonej Górze-Babimoście.

## Ochrona granicy
Opis odcinka granicy z pierwszych lat służby przez Czesława Gajewskiego szefa strażnicy 1945–1947:
[...] Co wieś to kompania wojska. Brzeg rzeki zaminowany, na wyposażeniu 12 koni ani jednego samochodu. We wsi 7 rodzin niemieckich. Polaków jak na lekarstwo, za to liczne bandy. Były różne dramatyczne chwile, jak ta, gdy z na wpół wypalonego czołgu na lewym brzegu rzeki ktoś zaczął strzelać w kierunku strażnicy.
W grudniu 1948, 34 strażnica WOP Żytowań kategorii IV ochraniała odcinek granicy państwowej o długości 10 000 m.
W 1960 10 strażnica WOP Żytowań II kategorii ochraniała odcinek granicy państwowej:
- Od znaku granicznego nr 419, do znaku gran. nr 432.

W latach 1993–1994 Strażnica SG w Żytowaniu ochraniała odcinek granicy państwowej:
- Od znaku gran. nr 416 .

## Wydarzenia
- 1957 – 20 sierpnia poległ w ochronie granicy st. szer. WOP Zenon Chłąd. Do tego zdarzenia doszło przez człowieka, który chciał nielegalnie przekroczyć granicę państwową. Dotarł on do ujścia Łomianki, którą przepłynął, był pewny, że przepłynął Nysę Łużycką i znajduje się na terytorium Niemiec. Idąc dalej natrafił na st. szer. Chłąda, którego zastrzelił z pistoletu TT i uciekł. Podczas dochodzenia znaleziono nad brzegiem Łomianki marynarkę, a w kieszeni bilet tramwajowy z Łodzi i grzebień z rudymi włosami. Na podstawie tych dowodów sprawca został ujęty i skazany[14].
- 1975 – przy strażnicy działał Wojskowy Krąg Instruktorski ZHP. Kpr. Mieczysław Cupa i szer. Włodzimierz Tomczak prowadzili drużyny harcerskie w okolicznych szkołach[13].
- 13 grudnia 1981–22 lipca 1983 – (stan wojenny w Polsce), normę służby granicznej dla żołnierzy podwyższono z 8 do 12 godzin na dobę. Ścisłą kontrolą objęto całą strefę nadgraniczną. W stan gotowości były postawione pododdziały odwodowe[15].

## Strażnice sąsiednie
- 33 strażnica WOP Budoradz ⇔ 35 strażnica WOP Kosarzyn – 1946
- 32 strażnica WO Gubin ⇔ 36 strażnica OP Rąpice – 1949
- 11 strażnica WOP Gubin ⇔ 13 strażnica WOP Rąpice – 1957
- 11 strażnica WOP I kategorii Gubin ⇔ 9 strażnica WOP II kategorii Rąpice – 01.01.1960
- 10 strażnica WOP Gubin techniczna kat. II ⇔ 8 strażnica WOP Rąpice lądowa kat. II – 01.01.1964
- Strażnica techniczna WOP nr 10 Gubin typ II ⇔ Strażnica WOP rzeczna nr 8 Rąpice – 03.1968
- Strażnica WOP Gubin lądowa ⇔ Strażnica WOP Rąpice lądowa – lata 80. XX w.

Straż Graniczna:
- Strażnica SG w Gubinie ⇔ Strażnica SG w Rąpicach – 16.05.1991[11].

## Dowódcy/komendanci strażnicy
| stopień      | Imię i nazwisko      | czasokres             |
| ------------ | -------------------- | --------------------- |
| chorąży      | Jerzy Djug           | p.o.                  |
| podporucznik | Adolf Ozgowicz       |                       |
| porucznik    | Edward Wojtkiewicz   |                       |
| podporucznik | Leon Gruza           |                       |
| podporucznik | Zdzisław Białynicki  |                       |
| podporucznik | Władysław Dziubiński | był w 1951            |
| chorąży      | Marian Adamik        | 15.03.1952–04.01.1954 |
| porucznik    | Stanisław Milcz      | był w 1954            |
| porucznik    | Wojciech Materka     | był w poł. lat 60.    |
| kapitan      | Jan Gałązka          |                       |
| kapitan      | Jan Goch             | p.o.                  |
| kapitan      | Jan Gałązka          |                       |
| porucznik    | Zdzisław Biniaszczyk |                       |
| porucznik    | Jan Królikowski      |                       |
| porucznik    | Jerzy Święconek      |                       |
| porucznik    | Adam Mieszkało       |                       |
| porucznik    | Julian Stępień       | 1971–był w 1975       |